# Веселовский, Сергей Павлович
Серге́й Па́влович Весело́вский (14 января 1878, село Блазново, Нерехтский уезд, Костромская губерния — 9 февраля 1946, Иваново) — российский преподаватель, поэт.

## Биография
Родился в семье священника. Окончил трёхклассное городское училище в городе Плёсе Костромской губернии, Костромское духовное училище, Костромскую духовную семинарию (1899) и Киевскую духовную академию со степенью кандидата богословия (1903).
Служащий по Министерству народного просвещения в Киеве, затем преподаватель русского языка в Екатеринбургском духовном училище, преподаватель латинского языка в Екатеринбургской женской гимназии и преподаватель гражданской истории в художественно-промышленной школе, коллежский асессор (1904).
Преподаватель латинского языка и член правления в Липецком духовном училище (1906), надворный советник (1908).
Воспитатель пансиона при Тульской классической мужской гимназии (1909), преподаватель в ней и председатель педсовета 2-й женской гимназии (1910).
Инспектор и преподаватель словесности и логики в Александровской гимназии города Серпухова Московской губернии (1911).
В местных газетах публиковал стихи под псевдонимом «Недоля».
Награждён орденом Святого Станислава 3-й степени (1913).
Директор мужской гимназии в городе Сапожке Рязанской губернии (1916), председатель её педсовета и 2-го экстренного епархиального съезда, делегат Всероссийского съезда духовенства и мирян (1917).
Член Поместного собора Православной российской церкви по избранию как мирянин от Рязанской епархии, член II, VI, XIII отделов, участвовал в 1-й сессии, в ноябре 1917 года сложил полномочия.
В мае 1918 году один из организаторов антибольшевистского мятежа и член исполнительного комитета в Сапожке, затем заведующий секцией информации и пропаганды идей Единой трудовой советской школы при школьном подотделе Тульского губоно.
В 1919 году вернулся в Сапожок, инструктор-культурник при Сапожковском Рязгубсоюзе потребительных обществ.
С 1921 года преподаватель в школе 2-й ступени при Плёсском сельскохозяйственном техникуме.
С 1925 года контролёр при Губфине.
С 1927 года преподаватель на рабфаках города Иваново, в том числе педагогическом и сельскохозяйственном. С середины 1930-х годов профуполномоченный месткома при последнем.
Жена — Мария Митрофановна, двое детей, в том числе Владимир.
Похоронен на Сосневском (Сажевом) кладбище в Иванове.

## Сочинения
- Оценка религиозно-нравственных воззрений Н. В. Гоголя с точки зрения нравоучения Православной Церкви; Воспоминания о КДА // ИР НБУВ. Ф. 304. Д. 1759; Ф. 175. Д. 1285. Л. 1-2 об.
- Смета прихода и расхода Липецкого училища; О недостатке эстетического развития в современной духовной школе // Тамбовские епархиальные ведомости. 1908. № 18.
- Была ли у нас вера в революцию?; С Церковного Собора; Из впечатлений на Всеславянском совещании; Торжественное молебствие пред ракой св. Патриарха Гермогена // Голос свободной Церкви. 1917. № 92, 129, 135, 139.